# Рябиновка (Владимирская область)
Рябиновка — деревня в Камешковском районе Владимирской области России, входит в состав Вахромеевского муниципального образования.

## География
Деревня расположена в 9 км на юго-запад от центра поселения посёлка Имени Горького и в 15 км на север от райцентра Камешково.

## История
В XIX — первой четверти XX века деревня называлась Скалозубово и входила в состав Филяндинской волости Ковровского уезда, с 1926 года — в составе Тынцовской волости. В 1859 году в деревне числилось 17 дворов, в 1905 году — 30 дворов, в 1926 году — 55 дворов.
С 1929 года деревня входила в состав Тынцовского сельсовета Ковровского района, с 1940 года — в составе Камешковского района, с 1959 года — в составе Вахромеевского сельсовета, с 2005 года — в составе Вахромеевского муниципального образования.
В 1966 году деревня Скалозубово была переименована в деревню Рябиновка.

## Население
| 1859 | 1905 | 1926 | 2002 | 2010 | 2021 |
| ---- | ---- | ---- | ---- | ---- | ---- |
| 111  | ↗182 | ↗238 | ↘43  | ↘35  | ↗67  |